# داکواز
داکواز (به انگلیسی: Dacquoise)، یک نوع کیک و دسر است که پودر بادام، مرنگ و شکر برای تهیهٔ خمیر آن بکار برده می‌شود. نام آن از واژهٔ dacquois به معنی شهر دکس در جنوب کشور فرانسه اقتباس شده‌است. این کیک از چند لایه تشکیل شده و معمولاً گرد است.